# Диуранат натрия
Диуранат натрия — неорганическое соединение,
соль натрия и диурановой кислоты с формулой Na2U2O7,
жёлто-оранжевые кристаллы,
не растворяется в воде,
образует кристаллогидрат.

## Получение
- В природе встречается минерал кларкит — Na2U2O7 с примесями.
- Сплавление стехиометрических количеств триоксида урана и карбоната натрия в кислородной атмосфере:

{\displaystyle {\mathsf {Na_{2}CO_{3}+2UO_{3}\ {\xrightarrow {800^{o}C}}\ Na_{2}U_{2}O_{7}+CO_{2}\uparrow }}}

## Физические свойства
Диуранат натрия образует жёлто-оранжевые кристаллы
тригональной сингонии,
пространственная группа R 3m,
параметры ячейки a = 0,3911 нм, c = 1,7856 нм, Z = 1,5
.
Образует кристаллогидраты состава Na2U2O7•n H2O, где n = 1 и 6.
Не растворяется в воде.

## Применение, опасность применения
- Промежуточный продукт при выделении и очистке урана.
- Жёлтый пигмент в живописи.
- Применение в качестве пигментов для керамических глазурей и эмалей («желтый уранил»).
- Как и все соединения урана, радиоактивен и очень ядовит.